# Serenade (1956)
Serenade is een Amerikaanse muziekfilm uit 1956 onder regie van Anthony Mann.

## Verhaal
De operatenor Damon Vincenti knoopt een relatie aan met een rijke Kendall Hale. Zij veroorzaakt de ondergang van de zanger, maar hij komt er weer bovenop met hulp van een Mexicaanse meid.